# چارلز شلتون
چارلز شلتون (به انگلیسی: Charles Shelton) بازیکن فوتبال زادهٔ ۲۲ ژانویه ۱۸۶۴ اهل کشور انگلستان بود که سابقهٔ بازی در تیم ملی فوتبال انگلستان را در کارنامهٔ خود دارد. وی در تاریخ ۷ آوریل ۱۸۸۸ تنها بازی ملی خود را در مقابل تیم ملی فوتبال ایرلند انجام داد.